# Scotch
Scotch var ett italienskt italo discoband grundat i Italien 1982. Den bestod bland annat av sångaren Vince Lancini och keyboardisten Fabio Margutti. Några av deras hits var Penguins' Invasion (1983), Disco Band (1984), Delirio Mind (1985), Take Me Up (1985) och Mirage (1986).
Under 2000-talet har Lancini framträtt singback på egen hand, vanligtvis tillsammans med lokala förmågor med oinkopplade synthar.[källa behövs]

## Diskografi
Studioalbum
- 1985 – Evolution
- 1987 – Pictures of Old Days

Samlingsalbum
- 1992 – Best of Scotch

Singlar
- 1983 – "Penguins' Invasion"
- 1984 – "Disco Band"
- 1984 – "Delirio Mind"
- 1985 – "Take Me Up"
- 1986 – "Money Runner"
- 1986 – "Mirage"
- 1987 – "Pictures"
- 1987 – "Man to Man"